# Conferència Oest WNBA
La Conferència Oest a la WNBA està composta per set equips.
Els quatre millors equips de la conferència es classifiquen per disputar els playoffs.
- Dallas Wings
- Los Angeles Sparks
- Mynnesota Lynx
- Phoenix Mercury
- San Antonio Silver Stars
- Seattle Storm

## Campiones de la Conferència Oest
Campiones WNBA en negreta
- 1997: Houston Comets
- 1998: Houston Comets
- 1999: Houston Comets
- 2000: Houston Comets
- 2001: Los Angeles Sparks
- 2002: Los Angeles Sparks
- 2003: Los Angeles Sparks
- 2004: Seattle Storm
- 2005: Sacramento Monarchs
- 2006: Sacramento Monarchs
- 2007: Phoenix Mercury
- 2008: San Antonio Stars
- 2009: Phoenix Mercury
- 2010: Seattle Storm
- 2011: Minnesota Lynx
- 2012: Minnesota Lynx
- 2013: Minnesota Lynx
- 2014: Phoenix Mercury
- 2015: Minnesota Lynx
- 2016: Los Angeles Sparks

## Títols
- 4: Houston Comets
- 4: Los Angeles Sparks
- 4: Minnesota Lynx
- 3: Phoenix Mercury
- 2: Seattle Storm
- 2: Sacramento Monarchs
- 1: San Antonio Stars